# プロスト・AP01
プロスト・AP01 (Prost AP01) は、ロイック・ビゴワが設計したF1マシンで、1998年にプロスト・グランプリによって使用された。

## 概要

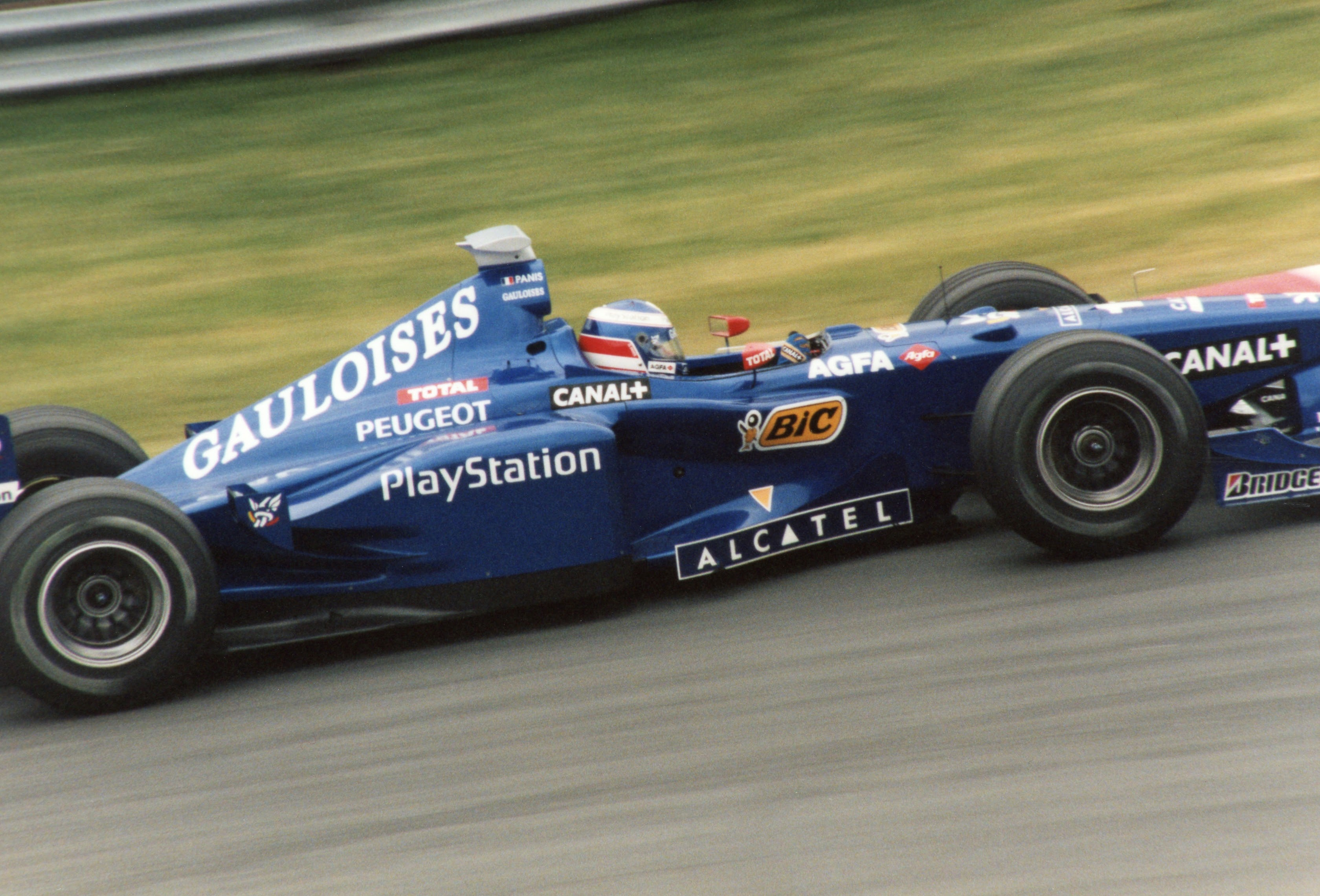
プロスト・AP01

前年型JS45はリジェチームが開発したのをプロスト・グランプリが使用したため、このAP01が、実質的にオリジナルマシンとして開発された最初のマシン。
オーナーであるアラン・プロストがオールフレンチチームを実現するためにエンジンを無限からプジョーにスイッチした。
コクピットサイドのクラッシュテストとの兼ね合いで、サイドポンツーン前端が複雑な形状となっている。
また本年からの規定によりマシン全幅が縮小されたことに合わせ、前年マシンJS45と比較してホイールベースを短くすることで、全幅と全長の比率を前年マシンと同一とするコンセプト・設計とした。しかしそのことが完全に裏目となり、直進安定性を欠いた極端にナーバスな挙動を持つ操縦困難なマシンとなってしまった。（対して、本年にチャンピオン争いを繰り広げたマクラーレンやフェラーリを含め、他チームはAP01とは正反対に前年マシンと比較してホイールベースを長くするアプローチを採った。）
型式番号である「AP」は、アラン・プロストのイニシャル「Alain Prost」から取られている。

## スペック

### シャーシ
- シャーシ名 AP01
- シャーシ構造 カーボンファイバー/ハニカムコンポジット複合構造モノコック
- 全長 4,135mm
- 全高 948mm
- ホイールベース 2,795mm
- 前トレッド 1,600mm
- 後トレッド 1,600mm
- タイヤ ブリヂストン
- ギヤボックス 6速縦置きセミオートマチック

### エンジン
- エンジン名 プジョーA16
- 気筒数・角度 V型10気筒・72度
- 排気量 3,000cc
- 燃料・潤滑油 トタル

## F1における全成績
(key) （太字はポールポジション）
| 年     | No. | ドライバー         | 1   | 2   | 3   | 4   | 5   | 6   | 7   | 8   | 9   | 10  | 11  | 12  | 13  | 14  | 15  | 16  | ポイント | ランキング |
| 年     | No. | ドライバー         | AUS | BRA | ARG | SMR | ESP | MON | CAN | FRA | GBR | AUT | GER | HUN | BEL | ITA | LUX | JPN | ポイント | ランキング |
| ------ | --- | ------------------ | --- | --- | --- | --- | --- | --- | --- | --- | --- | --- | --- | --- | --- | --- | --- | --- | -------- | ---------- |
| 1998年 | 11  | オリビエ・パニス   | 9   | Ret | 15  | 11  | 16  | Ret | Ret | 10  | Ret | Ret | 15  | 12  | DNS | Ret | 10  | 11  | 1        | 9位        |
| 1998年 | 12  | ヤルノ・トゥルーリ | Ret | Ret | 11  | Ret | 9   | Ret | Ret | Ret | Ret | 10  | 12  | Ret | 6   | 13  | Ret | 12  | 1        | 9位        |